# Okres Bánovce nad Bebravou
Der Okres Bánovce nad Bebravou (deutsch Bezirk Banowitz) ist ein Verwaltungsgebiet im Westen der Slowakei mit 34.910 Einwohnern (Stand 31. Dezember 2024) und einer Fläche von 462 km².
Der Bezirk liegt im nordöstlichen Teil der Westslowakei und grenzt im Norden an den Bezirk Trenčín, im Osten an den Bezirk Prievidza, im Südosten an den Bezirk Partizánske, im Südwesten an den Bezirk Topoľčany im Nitriansky kraj sowie auf einem kurzen Stück im Westen an den Bezirk Nové Mesto nad Váhom. Er erstreckt sich entlang des Tals der Bebrava und umfasst einen Teil der Strážovské vrchy sowie des Inowetz und des Neutraer Hügellandes (Nitrianska pahorkatina).
Historisch gesehen liegt er zum größten Teil im ehemaligen Komitat Trentschin (Norden), ein kleiner Teil im Süden gehört zum ehemaligen Komitat Neutra (siehe auch Liste der historischen Komitate Ungarns).

## Bevölkerung
| Jahr                | 1994   | 2004    | 2014    | 2024    |
| ------------------- | ------ | ------- | ------- | ------- |
| Anzahl der Personen | 38.695 | 38.385  | 36.833  | 34.910  |
| Unterschied         |        | −0,80 % | −4,04 % | −5,22 % |

| Jahr                | 2023   | 2024    |
| ------------------- | ------ | ------- |
| Anzahl der Personen | 35.186 | 34.910  |
| Unterschied         |        | −0,78 % |

## Städte
- Bánovce nad Bebravou (Banowitz)

## Gemeinden
| - Borčany - Brezolupy - Cimenná - Čierna Lehota - Dežerice - Dolné Naštice - Dubnička - Dvorec - Haláčovce - Horné Naštice - Chudá Lehota - Krásna Ves - Kšinná - Libichava | - Ľutov - Malá Hradná - Malé Hoste (Kleinhoste) - Miezgovce - Nedašovce (Nedaschowitz) - Omastiná - Otrhánky - Pečeňany - Podlužany - Pochabany - Pravotice - Prusy - Ruskovce - Rybany | - Slatina nad Bebravou - Slatinka nad Bebravou - Šípkov - Šišov - Timoradza - Trebichava - Uhrovec - Uhrovské Podhradie - Veľké Držkovce - Veľké Hoste (Großhoste) - Veľké Chlievany - Vysočany - Zlatníky - Žitná-Radiša |

Das Bezirksamt ist in Bánovce nad Bebravou.

## Kultur
In dem Artikel Denkmalgeschützte Objekte im Okres Bánovce nad Bebravou findet man Informationen über die vom slowakischen Denkmalamt geschützten Objekte im Okres.